# Asszonyok tüntetése

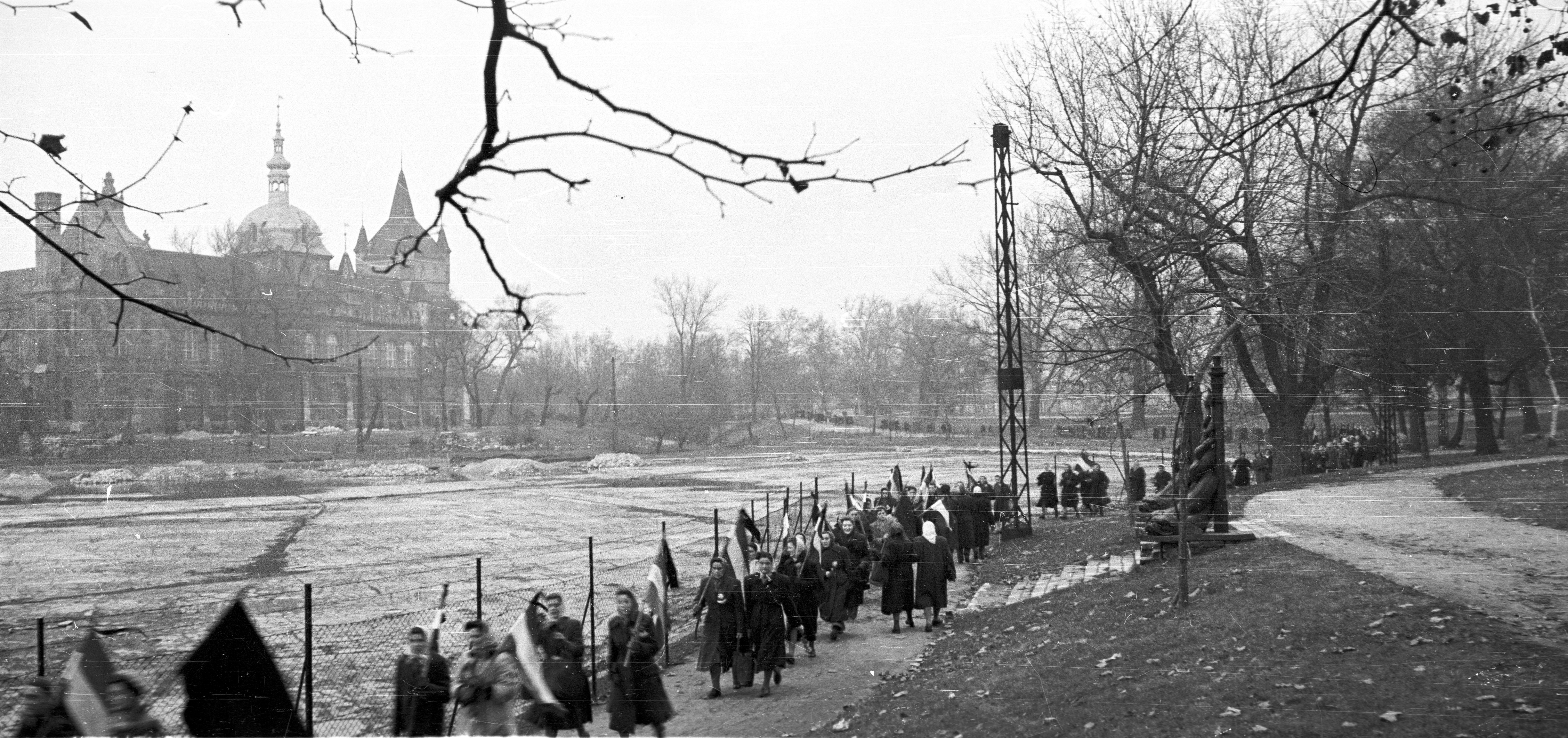
1956. december 4. Városliget, háttérben a Vajdahunyad vára a Műjégpálya felől nézve, a tüntető asszonyokkal, 1956 december 4-én (Fortepan)

Az asszonyok tüntetése 1956. december 4-én zajlott a budapesti Hősök terén. Több ezer asszony és lány emlékezett némán a szovjet hadsereg egy hónappal korábban történt bevonulására, amellyel kezdetét vette az 1956-os forradalom vérbe fojtása.
Asszonyok tüntetésére ezekben a napokban más helyszíneken is sor került.

## Előzményei
Az asszonyok tüntetését férfiak kezdeményezték és szervezték meg. A Péterfy Kórház alagsorában illegális nyomdát üzemeltető értelmiségi csoport - Abod László, Gáli József és Obersovszky Gyula - határozta el december 1-én. A felhívást a tüntetésre az 'Élünk' című illegális újságban jelentették meg, illetve stencilen sokszorosították.
A felhívás ez volt:
"Magyar anyák! Magyar lányok és asszonyok! Most rajtatok a sor! Roppant nagy a ti erőtök! Még a golyó sem fog bennetek! A Ti néma, tiszteletreméltó tüntetésetek fegyverletételre kényszerít és szent ügyünk iránti tiszteletre szólítja fel még azokat is, akik képesek fegyvert szegezni az igazság és a nép legszentebb vágyai ellen!
Magyar asszonyok! Fejezzétek ki bátran, méltóságteljesen a nép akaratát. Parancsoló bátorsággal és méltósággal. Kezdjétek most ezzel a tüntetéssel, és folytassátok egységes és határozott kiállással, ahányszor csak szükség van erre!" 

## Asszonyok tüntetése Budapesten
Az első csoport délelőtt fél 11 körül érkezett a térhez nemzeti és fekete zászlókkal, virágcsokrokkal és koszorúkkal, kettes-hármas sorokban haladva, sokan még a reggeli bevásárlószatyorral.
A Magyar Ifjúság útja felől kocsik, szovjet páncélautók zárták el az utat, melyekből fegyveres katonák szálltak ki és visszább szorították az asszonyokat. A tömeg azonban egyre nagyobb lett és annyiban engedett az erőszaknak, hogy egy részük kerülő utat választva, a Műcsarnokot megkerülve haladt tovább a Névtelen Hős sírja irányában. Az első asszonyok egyes emlékezések szerint hátulról, a leeresztett városligeti tó medrén keresztül jutottak az emlékműhöz és őket sokan követték. Tizenegy órakor már többezres volt a várakozó tömeg, csak asszonyok. Távolabbról férfiak figyelték az eseményeket.
A helyszínre érkezett Münnich Ferenc honvédelmi miniszter is két szovjet tábornokkal. Fél 12-kor a szovjetek kezdték átengedni az asszonyokat, később pedig kijjebb húzódtak a téren.

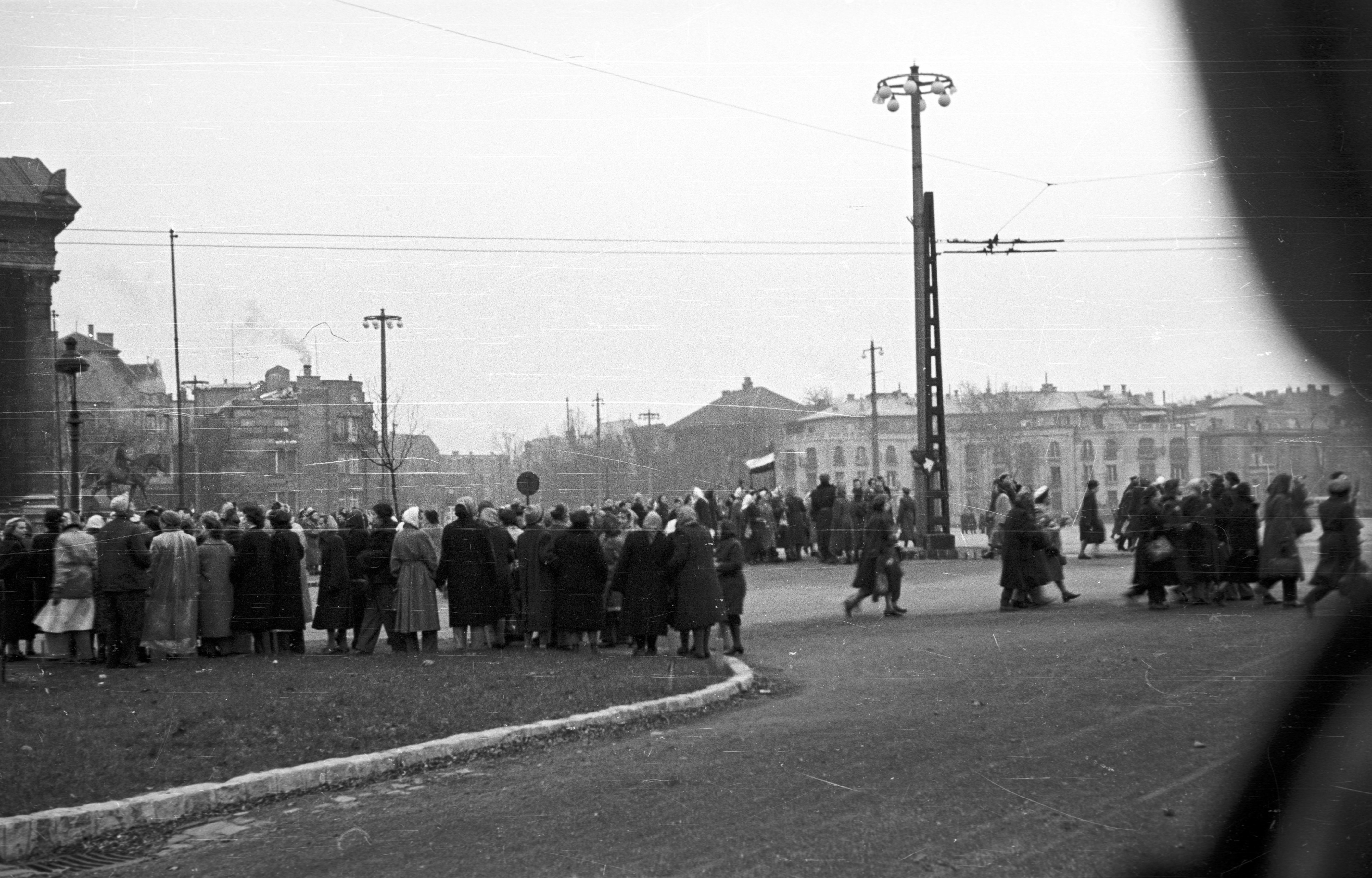
Hősök tere a Műjégpálya felől nézve. 1956. december 4-i Nőtüntetés

A síremlék előtt két és fél órán keresztül vonultak el az asszonyok, letették a virágokat és a Himnuszt énekelték. „Az idő borús volt és ködös” – emlékezett G. Altman az újvidéki Magyar Szó másnapi számában. „Néhány mellettem álló magyar tiszt szemét könnyek borították el... Az asszonyok kisebb csoportjai érkeztek a délutáni órákban is, amikor a Névtelen Hős sírját már teljesen befedték a virágok. A síremlék négy sarkán egy-egy rendőr állt vigyázzállásban. A gyertyák lassan csonkig égtek és egy papírlapról az eső lemosta a feliratot: A magyar anyák – hőseinknek.”
Egy másik emlékező, a tüntetés résztvevője szerint az emlékművet kiskatonák őrizték. „A Szózatot énekelve mentünk be a hősi emlékműhöz. Voltak köztünk bébivel, gyerekkocsival, tolókocsival. Mindenütt voltak fiatalabbak, átemeltük őket az árkon és úgy mentünk tovább. Megható volt, hogy a négy kiskatona sírt” – mondta az asszony a Magyar Rádiónak a történtek után 46 évvel.
A magyar asszonyok másnap is tüntettek, a Petőfi-szobornál, a Nyugati pályaudvarnál és a Nemzeti Múzeum mellett. Gosztonyi Péter szerint a nők a forradalmat éltették, tisztakezű kormányt követeltek, és feltűnt köztük Horváth Imre külügyminiszternek és Marosán György későbbi államminiszternek a felesége is.
December 6-ára a kommunista párt Központi Bizottsága saját maga melletti 200–300 fős ellentüntetést szervezett a Nyugati pályaudvarnál, amit azonban szétzavartak a budapestiek. Az összecsapást több halálos áldozattal járó sortűz követte, és ezekben a napokban csapott le először teljes erővel a forradalom volt résztvevőire a Kádár-kormány új karhatalma.

## Nőtüntetések országszerte
Néma asszonytüntetésekre ezekben a napokban az ország több nagyvárosában is több helyütt sor került, például Pécsen, vagy december 6-án Veszprémben.

## A nőtüntetések emlékezete
Veszprémben a helyi tüntetés 50 évfordulóján avatták a Tűztoronynál a Lugossy Mária készítette emlékkövet.